# جیمز کالینز (بازیکن فوتبال، زاده ۱۹۹۰)
جیمز کالینز (انگلیسی: James Collins؛ زادهٔ ۱ دسامبر ۱۹۹۰) بازیکن فوتبال اهل بریتانیا است.
از باشگاه‌هایی که در آن بازی کرده‌است می‌توان به باشگاه فوتبال برتون آلبیون، باشگاه فوتبال دارلینگتون، باشگاه فوتبال سوئیندون تاون، باشگاه فوتبال لوتون تاون، باشگاه فوتبال استون ویلا، باشگاه فوتبال هیبرنین، باشگاه فوتبال نورث‌همپتون تاون، و باشگاه فوتبال شروزبری تاون اشاره کرد.
وی همچنین در تیم‌های ملی فوتبال زیر 19 سال جمهوری ایرلند، زیر ۲۱ سال جمهوری ایرلند، و جمهوری ایرلند بازی کرده‌است.